# Liste der Kirchen im Erzbistum Hamburg
Die Liste der Kirchen im Erzbistum Hamburg ist in drei Listen untergliedert.
Das Erzbistum Hamburg umfasst Hamburg, Schleswig-Holstein und die Region Mecklenburg von Mecklenburg-Vorpommern.
- Liste von römisch-katholischen Kirchen in Hamburg
- Liste der Kirchen der Region Mecklenburg des Erzbistums Hamburg
- Liste der Kirchen der Region Schleswig-Holstein des Erzbistums Hamburg

Die profanierten Kirchen des Erzbistums Hamburg sind im Artikel Liste profanierter Kirchen im Erzbistum Hamburg aufgelistet.